# Stercutus niveus
Stercutus niveus är en ringmaskart som beskrevs av Wilhelm Michaelsen 1888. Stercutus niveus ingår i släktet Stercutus, och familjen småringmaskar. Arten är reproducerande i Sverige.